# Luca Roth
Luca Roth (* 14. April 2000) ist ein deutscher Skispringer.

## Werdegang
Luca Roth startet für den SV Meßstetten. Er debütierte am 17. Januar 2015 in Oberwiesenthal im Alpencup, wo er Platz 54 belegte. Im September 2016 startete Roth in Hinterzarten erstmals im FIS Cup, wo er die Plätze 23 und 16 erreichte. Seitdem folgten weitere Teilnahmen an beiden Wettbewerbsserien.
Nach starken Leistungen im Alpencup debütierte er am 18. August 2017 im Continental Cup in Szczyrk, wo er Platz 11 erreichte.
Bei den deutschen Meisterschaften 2017 in Oberwiesenthal erreichte er Platz 11. Am 27. Dezember 2018 sprang er in der Vogtland Arena in Klingenthal erstmals unter die Top Ten eines Continental-Cup-Springens und ließ am Folgetag mit Platz sechs seine bisher bester Platzierung in dieser Serie folgen. Bei den Nordischen Junioren-Skiweltmeisterschaften 2019 im finnischen Lahti gewann er mit dem Weltmeistertitel im Mannschaftsspringen (gemeinsam mit Kilian Märkl, Philipp Raimund und Constantin Schmid), dem zweiten Platz im Einzelspringen und Rang drei im Mixed-Mannschaftswettbewerb (gemeinsam mit Agnes Reisch, Selina Freitag und Constantin Schmid) einen kompletten Medaillensatz. In der Saison 2019/20 debütierte Roth als Mitglied der nationalen Gruppe bei der Vierschanzentournee im Weltcup. Beim Auftaktspringen in Oberstdorf sprang er als 27. direkt in die Punkteränge. Dies gelang ihm im weiteren Verlauf der Saison noch zwei weitere Male, als er in Val di Fiemme 28. und 30. wurde. Damit beendete er die Saison mit acht Punkten im Gesamtweltcup.
Roth besuchte das Skiinternat Furtwangen, an dem er im Sommer 2018 seinen Abschluss machte. Er trainiert am Stützpunkt Hinterzarten.

## Erfolge

### Continental-Cup-Siege im Einzel
| Nr. | Datum            | Ort         | Typ         |
| --- | ---------------- | ----------- | ----------- |
| 1.  | 9. Dezember 2023 | Lillehammer | Großschanze |

## Statistik

### Weltcup-Platzierungen
| Saison  | Platz | Punkte |
| ------- | ----- | ------ |
| 2019/20 | 61.   | 008    |

### Vierschanzentournee-Platzierungen
| Saison  | Platz | Punkte |
| ------- | ----- | ------ |
| 2019/20 | 46.   | 355,5  |
| 2020/21 | 64.   | 099,5  |
| 2022/23 | 61.   | 089,1  |
| 2023/24 | 59.   | 114,4  |
| 2024/25 | 60.   | 114,0  |

### Grand-Prix-Platzierungen
| Saison | Platz | Punkte |
| ------ | ----- | ------ |
| 2022   | 57.   | 016    |
| 2023   | 12.   | 131    |
| 2024   | 67.   | 013    |

### Continental-Cup-Platzierungen
| Saison  | Platz | Punkte |
| ------- | ----- | ------ |
| 2017/18 | 70.   | 083    |
| 2018/19 | 49.   | 173    |
| 2019/20 | 17.   | 489    |
| 2020/21 | 45.   | 078    |
| 2021/22 | 72.   | 075    |
| 2022/23 | 13.   | 612    |

## Auszeichnungen
- 2020: Juniorsportler des Jahres des Deutschen Skiverbands[3]